# Gieysztoria hymanae
Gieysztoria hymanae is een platworm (Platyhelminthes). De worm is tweeslachtig. De soort leeft in of nabij zoet water.
Het geslacht Gieysztoria, waarin de platworm wordt geplaatst, wordt tot de familie Dalyelliidae gerekend. De wetenschappelijke naam van de soort werd voor het eerst geldig gepubliceerd in 1946 door Marcus.